# Ischler Achen
Die Ischler Achen ist ein Fließgewässer in den Landkreisen Rosenheim und Traunstein in Oberbayern. Sie entspringt als Zunhamer Bach etwas nordwestlich von Höslwang-Weiher im Wald und fließt unter wechselnden Namen erst südöstlich in Richtung der Eggstätt-Hemhofer Seenplatte, von dessen Stillgewässern sie den Pelhamer See und dann den Hartsee durchläuft. Vom Auslauf aus dem letzten beim wenig südlich davon liegenden Eggstätt an zieht sie dann bis zu ihrer Mündung nordöstlich, erst unter dem Namen Wöhrachen zum kleineren Eschenauer See, danach nun als Ischler Achen weiter durch das Weitmoos und an Roitham (Seeon-Seebruck) vorbei zur Alz, die sie nach Durchqueren des namensgebenden Kirchdorfs Ischl in der Gemeinde Seeon-Seebruck zwischen Alz-Kilometern 58 und 59 erreicht. 
Unterhalb von Roitham berührt das linke Ufer teils einen Prallhang. Die Gewässerlänge wird mit 17,65 km angegeben.
Die Ischler Achen nimmt im Hartsee den Abfluss einiger weiterer, südwestlich und südlich von diesem liegender Seen der Eggstätt-Hemhofer Seenplatte auf und dann im Eschenauer See die Lienseeachen, die zuvor nacheinander den Hofsee östlich und den Liensee nordöstlich von Eggstätt durchlaufen hat.

## Charakteristika
Die Ischler Achen fließt ruhig und mit geringem Gefälle. Ihr sandiges Sediment ist feinkörnig. Im Bachbett kommen verschiedene Muschelarten vor, darunter eines der größten Bachmuschelvorkommen in Bayern.